# آسیاب هشتم (کوهبنان)
آسیاب هشتم (کوهبنان) مربوط به دوره قاجار است و در شهرستان زرند، به فاصله ۲ کیلومتری میبد شمالی واقع شده و این اثر در تاریخ ۱۰ دی ۱۳۸۱ با شمارهٔ ثبت ۶۷۶۰ به‌عنوان یکی از آثار ملی ایران به ثبت رسیده است.